# 名のり・注連縄切り・火祭り
名のり・注連縄切り・火祭り（なのり・しめなわきり・ひまつり）は、三重県志摩市大王町で大晦日から元日にかけて行なわれる一連の年中行事。

## 概要

### 名のり
行事が始まるった後、全体で名のりをあげる。
この後子供たちは樽と俵を手に持ち、赤い半被を着て「出口大明神」の札が書かれた提灯を持つ船頭に付き添われ、各地区に分かれて家々を回る。
「ホロイサー」などのかけ声と共に道を歩き、各家はこの声が聞こえたら玄関を開け家族総出で、また、旅館では観光客が出迎える。家の前にて以下の掛け合いを行う。各家は、餅等を渡して終了となる。
回り終えたところでグループ毎に漁協、または船頭の自宅、親戚などにて、貰ったお餅などを分配する。船頭一同はこの後再度漁協に集まり、「注連縄切り」行事を行う。

### 注連縄切り
古い注連縄を燃やし、竹竿で魚を釣るような動作で火勢を煽る。このとき火が高くなればなるほど豊漁になるという。

### 火祭り神事
その後、竹竿の火を船に持ち込み船を清める。燃え残った竹竿は残り火は「ジングサンさんへあげる」と唱え海に投げ込む。

## 備考
- 過去には蜜柑なども一緒に各家から出たため、子供一人当たり4、50個の蜜柑を分配されることもあった。
- 「ジングサン」の意味は定かではないが、「海神」である可能性が指摘されている[1]。

## 関連書籍
参考文献
1. ↑  「大王町史」大王町史編さん委員会/編（大王町、1994年）1060-1064ページ